# ادو-اودو/اوتا
ادو-اودو/اوتا (به لاتین: Ado-Odo/Ota) یک سکونتگاه مسکونی در نیجریه است که در ایالت اوگون واقع شده‌است.

## خصوصیات
ادو-اودو/اوتا ۸۷۸ کیلومترمربع مساحت و ۵۲۶٬۵۶۵ نفر جمعیت دارد.